# Ligamentum trapezoides
Het ligamentum trapezoides is een ligament dat het schouderblad (scapula) verbindt met het sleutelbeen (clavicula). De aanhechting van het schouderblad gebeurt aan de onderzijde van dit bot aan een ruwe rand, de linea trapezoidea. Dit ligament onderhoudt nauwe relaties met het ligamentum conoides dat eveneens het schouderblad met het sleutelbeen verbindt. Het ligamentum trapezoides en het ligamentum conoideum worden samen ligamentum coracoclaviculare genoemd. Dit ligament wordt tot het acromioclaviculaire gewricht gerekend dat onderdeel is van het schoudercomplex.